# Batplane

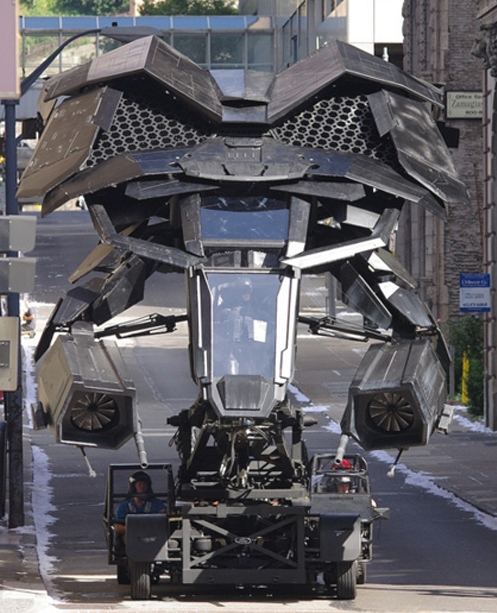
Latający pojazd Batmana z filmu Mroczny rycerz powstaje (The Dark Knight Rises).

Batplane - (pol. Batsamolot) lub Batwing (pol. Batskrzydło), fikcyjny statek powietrzny (samolot lub inny pojazd latający), z którego korzysta fikcyjna postać Batmana, znana z licznych serii komiksowych, wydawanych przez DC Comics, oraz z wszelkich adaptacji związanych z tą postacią.
Jest jednym z trzech lotniczych pojazdów Batmana, razem z Batcopter (Batkopterem) i Bat-Glider (Bat-lotnią). Samolot po raz pierwszy pojawił się w Detective Comics vol.1 # 31 (wrzesień 1939). Batpalne może wyglądać równie dobrze jak zwykły samolot, ale również jako pojazd pokrojem przypominający nietoperza. Był tak przedstawiany głównie w serii filmów Tima Burtona i Joela Schumachera, w serialach i filmach animowanych z serii DC Animated Universe, np. w Batman (Batman: The Animated Series, The Adventures of Batman & Robin, The New Batman Adventures), Superman (Superman: The Animated Series), Liga Sprawiedliwych (Justice League), Liga Sprawiedliwych Bez Granic (Justice League Unlimited). W Batman: Odważni i bezwzględni, kiedy np. główny bohater, cofał się w czasie do czasów I wojny światowej, latał na dwupłacie w swoich barwach. Batplane pojawiał się w wielu komiksach i grach. Np. w Batman: Arkham Asylum, dostarczył nowy gadżet, lub w LEGO Batman, gdy można było nim kierować. Pojawił się także w jednym z zestawów LEGO Batman The Batwing: The Joker's Aerial Assault. Podobnie jak większość pojazdów człowieka-nietoperza, został on zbudowany w Wayne Enterprises. W filmie Christophera Nolana Mroczny rycerz powstaje (The Dark Knight Rises), zaprezentowano wizję pojazdu typu VTOL (pionowego startu i lądowania), noszącego nazwę Bat.

## Inne znane pojazdy latające i samoloty z komiksów DC Comics
- Invisible plane - niewidzialny samolot Wonder Woman.
- Bug - latający pojazd Teda Korda.
- Supermobile - latający pojazd, używany okazjonalnie przez Supermana.